# Beerware
Beerware ist ein Lizenzmodell für Software.

## Definition
Beerware teilt die meisten Lizenzbedingungen mit denen der Freeware: Die Weitergabe des so lizenzierten Programms ist erlaubt, das Urheberrecht verbleibt aber beim Autoren. Eine Veränderung des Programms ist erlaubt. Während die Nutzung von Freeware generell kostenlos ist, erbittet der Autor von Beerware vom Nutzer je nach individueller Lizenz
- dem Autor bei Gelegenheit ein Bier auszugeben oder
- ein Bier auf das Wohl des Autors zu trinken oder
- dem Autor einen originellen Bierdeckel zu schicken.

Die Einhaltung dieser Lizenzierungsbestimmung erfolgt auf freiwilliger Basis und kann in der Regel schon aus technischen Gründen nicht erzwungen werden.
Urheber des Lizenzmodells ist Poul-Henning Kamp. Der früheste Nachweis datiert auf den 2. Juli 1998; zu dieser Zeit verwendete Kamp die Lizenz bereits. Der vollständige Text der Lizenz in der von Kamp verwendeten Version lautet:
```
"THE BEER-WARE LICENSE" (Revision 42):
<phk@FreeBSD.ORG> wrote this file. As long as you retain this notice you
can do whatever you want with this stuff. If we meet some day, and you think
this stuff is worth it, you can buy me a beer in return Poul-Henning Kamp
```

Ungefähre deutsche Übersetzung:
```
"THE BEER-WARE LICENSE" (Revision 42):
<phk@FreeBSD.ORG> schrieb diese Datei. Solange Sie diesen Vermerk nicht entfernen, können
Sie mit dem Material machen, was Sie möchten. Wenn wir uns eines Tages treffen und Sie
denken, das Material ist es wert, können Sie mir dafür ein Bier ausgeben. Poul-Henning Kamp
```

Andere, ähnlich gelagerte Lizenzmodelle sind:
- Cardware (schicken Sie dem Autor eine Postkarte)
- Careware (spenden Sie Geld für einen guten Zweck oder an eine karitative Organisation)

## Einordnung
Die Free Software Foundation zählt die Beerware-Lizenz zu den informellen Lizenzen. Sie hält das Lizenzmodell für zumindest in den Vereinigten Staaten für GPL-kompatibel, rät aber von seiner Verwendung ab. Das Fedora-Projekt bewertet die Lizenz als GPL-kompatibel.